# 13 годин: Таємні воїни Бенгазі
«13 годин: Таємні воїни Бенгазі» (англ. 13 Hours: The Secret Soldiers of Benghazi) — американський драматичний бойовик режисера і продюсера Майкла Бея, що вийшов 2016 року. У головних ролях Джеймс Бедж Дейл, Джон Кразінські, Макс Мартіні. Стрічку створено на основі книги «13 годин» Мітчелла Зукофа, що заснована на реальних подіях.
Вперше фільм продемонстрували 12 січня 2016 року у США. В Україні у широкому кінопрокаті показ фільму розпочався 28 січня 2016 року.

## Сюжет
11 вересня 2012 року, Бенгазі, Лівія. Країна охоплена масштабними протестами, всюди хаос. На роковини терористичного акту у США бойовики-ісламісти здійснюють напад на тимчасову резиденцію посла США і конспіративний комплекс резидентури ЦРУ, внаслідок чого було вбито американського посла. Безпеку і оборону цих об'єктів, посла США та 26-ти співробітників резидентури ЦРУ забезпечують шестеро контрактників з охоронного підрозділу ЦРУ GRS (Global Response Staff) і двоє агентів з охорони Державного департаменту США (Diplomatic Security).

## Творці фільму

### Акторський склад
| Актор            | Роль |
| ---------------- | --- |
| Джон Кразінські  | Джек да Сільва, колишній боєць спецназу ВМФ, оператор охоронного підрозділу ЦРУ                                  |
| Джеймс Бедж Дейл | Тайрон С. "Рон" Вудс, колишній боєць спецназу ВМФ, командир охоронного підрозділу ЦРУ в Бенгазі                  |
| Макс Мартіні     | Майкл "Оз" Гейст, колишній морський піхотинець, оператор охоронного підрозділу ЦРУ                               |
| Домінік Фумуса   | Джон "Тіг" Тіген, колишній морський піхотинець, оператор охоронного підрозділу ЦРУ                               |
| Пабло Шрайбер    | Кріс "Танто" Паронто, колишній рейнджер, оператор охоронного підрозділу ЦРУ                                      |
| Тобі Стівенс     | Ґлен "Баб" Догерті, колишній боєць спецназу ВМФ, командир охоронного підрозділу ЦРУ в Триполі, друг Джека і Рона |
| Девід Денман     | Дейв "Бун" Бентон, колишній морський піхотинець, снайпер-оператор охоронного підрозділу ЦРУ                      |
| Метт Летшер      | Крістофер Стівенс, Повноважний Посол США в Лівії                                                                 |
| Девід Ґвінтолі   | Скотт Вікленд, агент Служби дипломатичної безпеки                                                                |
| Ренн Шмідт       | Беккі Сільва, дружина Джека                                                                                      |
| Джулія Баттерс   | Беверлі Сільва, донька Джека                                                                                     |

### Знімальна група
- Кінорежисер — Майкл Бей
- Сценарист — Чак Гоґан
- Кінопродюсери — Майкл Бей і Ервін Стофф
- Виконовчі продюсери — Річард Абате, Метью Коен і Скотт Ґарденаувер
- Композитор: Лорн Балф
- Кінооператор — Діон Біб
- Кіномонтаж: П'єтро Скаліа
- Підбір акторів — Деніз Чеміен і Едвард Саїд
- Художник-постановник: Джеффрі Бікрофт
- Артдиректор: Карло Даллі, Себастіан Шродер і Марко Трентіні
- Художник по костюмах — Дебора Лінн Скотт[6].

## Сприйняття

### Оцінки
Фільм отримав змішані відгуки: Rotten Tomatoes дав оцінку 55 % на основі 151 відгуку від критиків (середня оцінка 5,6/10) і 87 % від глядачів зі середньою оцінкою 4,3/5 (21 690 голосів). Загалом на сайті фільми має змішані оцінки, фільму зарахований «гнилий помідор» від кінокритиків, проте «попкорн» від глядачів, Internet Movie Database — 7,6/10 (8 123 голоси), Metacritic — 48/100 (36 відгуків критиків) і 7,0/10 від глядачів (93 голоси). Загалом на цьому ресурсі від критиків фільм отримав змішані відгуки, а від глядачів — схвальні.

### Касові збори
Під час показу в Україні, що розпочався 28 січня 2016 року, протягом першого тижня на фільм було продано 6 272 квитки, фільм був показаний у 95 кінотеатрах і зібрав 456 999 ₴, або ж 18 171 $, що на той час дозволило йому зайняти 7 місце серед усіх прем'єр.
Під час прем'єрного показу у США, що розпочався 15 січня 2016 року, протягом першого тижня фільм був показаний у 2 389 кінотеатрах і зібрав 16 193 223 $, що на той час дозволило йому зайняти 4 місце серед усіх прем'єр. Показ фільму тривав 70 днів (10 тижнів) і завершився 24 березня 2016 року, зібравши у прокаті у США 52 853 219 доларів США, а у решті світу 16 558 151 $, тобто загалом 69 411 370 доларів США при бюджеті 50 млн доларів США.

### Нагороди та номінації
Стрічка отримала 2 номінації
| Деякі нагороди і номінації фільму «13 годин: Таємні воїни Бенгазі» | Деякі нагороди і номінації фільму «13 годин: Таємні воїни Бенгазі» | Деякі нагороди і номінації фільму «13 годин: Таємні воїни Бенгазі» | Деякі нагороди і номінації фільму «13 годин: Таємні воїни Бенгазі» | Деякі нагороди і номінації фільму «13 годин: Таємні воїни Бенгазі» | Деякі нагороди і номінації фільму «13 годин: Таємні воїни Бенгазі» |
| Рік                                                                | Кінопремія / Кінофестиваль                                         | Категорія / Нагорода                                               | Номінант                                                           | Результат                                                          | Дж                                                                 |
| ------------------------------------------------------------------ | ------------------------------------------------------------------ | ------------------------------------------------------------------ | ------------------------------------------------------------------ | ------------------------------------------------------------------ | ------------------------------------------------------------------ |
| 2017                                                               | 89-та церемонія вручення нагороди «Оскар»                          | Найкращий звук                                                     | Грег П. Рассел, Гері Саммерс, Джеффрі Дж. Гебуш, Мак Рут           | Номінація                                                          | [ 15 ]                                                             |

## Музика
Музику до фільму «13 годин: Таємні воїни Бенгазі» написав Лорн Балф, саундтрек вийшов 15 січня 2016 року на лейблі «Paramount Music».
| Список треків | Список треків          | Список треків |
| #             | Назва                  | Тривалість    |
| ------------- | ---------------------- | ------------- |
| 1.            | «Hero»                 | 4:21          |
| 2.            | «Welcome To Benghazi»  | 6:31          |
| 3.            | «Downtime’s The Worst» | 1:45          |
| 4.            | «Burn Them Out»        | 2:45          |
| 5.            | «Calling Home»         | 4:18          |
| 6.            | «Engage Direct»        | 4:02          |
| 7.            | «The Last Resort»      | 3:20          |
| 8.            | «All The Gods»         | 4:42          |
| 9.            | «The Teams»            | 3:32          |
| 10.           | «Forgotten»            | 9:11          |
| 11.           | «All The Hells»        | 3:49          |
| 12.           | «Going Home»           | 2:17          |
| 13.           | «13 Hours»             | 2:09          |
| 52:23         |                        |               |

### Виноски
1. 1 2  13 Hours: The Secret Soldiers of Benghazi: Release Info (англ.). Internet Movie Database. Архів оригіналу за 4 травня 2016. Процитовано 20 січня 2016.
2. 1 2  13 годин: Таємні воїни Бенгазі. Kino-teatr.ua. Архів оригіналу за 5 березня 2016. Процитовано 1 січня 2016.
3. 1 2 3 4 5 6  13 Hours: The Secret Soldiers of Benghazi (англ.). Box Office Mojo. Архів оригіналу за 29 січня 2017. Процитовано 26 січня 2017.
4. 1 2 3 4 5 6  13 Hours: The Secret Soldiers of Benghazi (2016) (англ.). The Numbers. Архів оригіналу за 12 січня 2021. Процитовано 26 січня 2017.
5. ↑  13 Hours: The Secret Soldiers of Benghazi (2016) (англ.). AllMovie. Архів оригіналу за 24 січня 2016. Процитовано 1 січня 2016.
6. 1 2  13 Hours: The Secret Soldiers of Benghazi: Full Cast & Crew (англ.). Internet Movie Database. Архів оригіналу за 21 січня 2016. Процитовано 1 січня 2016.
7. ↑  Дарія Сєчкова (28 січня 2016). Нова версія Чорнобильської трагедії і повернення панди По - кінопрем'єри 28 січня. Gazeta.ua. Архів оригіналу за 29 січня 2016. Процитовано 27 лютого 2016.
8. ↑  13 Hours: The Secret Soldiers of Benghazi (англ.). Rotten Tomatoes. Архів оригіналу за 18 січня 2016. Процитовано 6 лютого 2016.
9. ↑  13 Hours: The Secret Soldiers of Benghazi (англ.). Internet Movie Database. Архів оригіналу за 6 лютого 2016. Процитовано 6 лютого 2016.
10. ↑  13 Hours: The Secret Soldiers of Benghazi (англ.). Metacritic. Архів оригіналу за 16 січня 2016. Процитовано 6 лютого 2016.
11. 1 2 3  Бокс-Офіс 4: Українські мейджори. Kino-teatr.ua. Архів оригіналу за 24 лютого 2016. Процитовано 6 лютого 2016.
12. 1 2  13 Hours: The Secret Soldiers of Benghazi — Ukraine Weekend Box Office (англ.). Box Office Mojo. Процитовано 6 лютого 2016.
13. 1 2  Ukraine Box Office for 13 Hours: The Secret Soldiers of Benghazi (2016) (англ.). The Numbers. Процитовано 6 лютого 2016.
14. ↑  13 Hours: Awards (англ.). Internet Movie Database. Архів оригіналу за 7 лютого 2017. Процитовано 24 січня 2017.
15. ↑  Oscar Nominations: Complete List (англійською) . Variety. 24 січня 2017. Архів оригіналу за 24 січня 2017. Процитовано 24 січня 2017.
16. 1 2  http://www.imdb.com/title/tt4172430/
17. 1 2  http://www.metacritic.com/movie/13-hours-the-secret-soldiers-of-benghazi
18. ↑  http://www.filmaffinity.com/es/film438949.html
19. ↑  filmmusicreporter (12 січня 2016). ’13 Hours: The Secret Soldiers of Benghazi’ Soundtrack Details (англ.). Film Music Reporter. Архів оригіналу за 14 січня 2016. Процитовано 20 січня 2016.
20. ↑  13 Hours: The Secret Soldiers of Benghazi (Music from the Motion Picture) (англ.). Amazon.com, Inc. Процитовано 3 лютого 2016.